# محلل (أحياء)

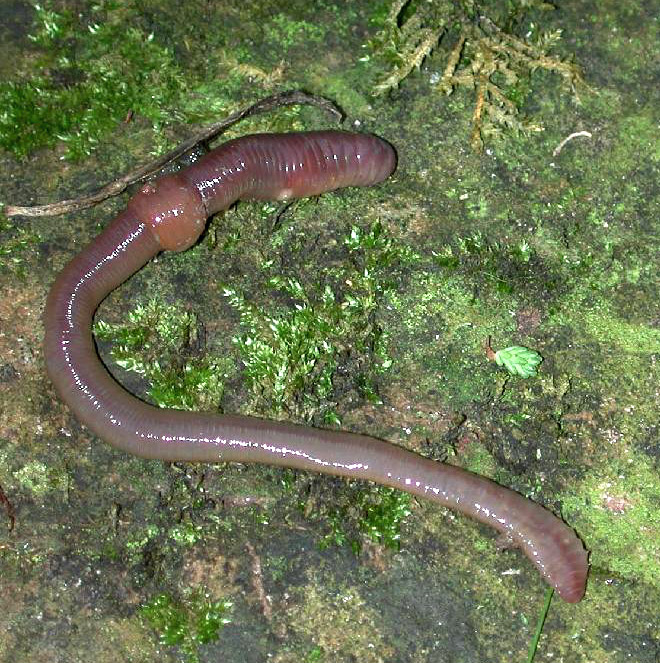

المحللات (الاسم العلمي: Saprotrophs) (بالإنجليزية: Decomposers)‏ كائنات حية مثل البكتيريا وبعض الفطريات تقوم بتحليل (تفكيك وهضم) أجسام الكائنات الحية بعد موتها مما يساهم في تحويلها إلى مواد بسيطة تضاف للتربة. البكتيريا وبعض الفطريات المحللة مثل فطر البنسيليوم كائنات حية دقيقة لا ترى بالعين المجرد.
1. ↑  وليد عبد الغني كعكة (2006). معجم مصطلحات علوم الحشرات والإدارة المتكاملة للآفات: الآفات الحشرية الزراعية و الطبية و البيطرية - إنجليزي - عربي. مطبوعات جامعة الامارات العربية المتحدة (87) (بالعربية والإنجليزية) (ط. 1). العين: جامعة الإمارات العربية المتحدة. ص. 362. ISBN:978-9948-02-125-4. OCLC:1227861266. QID:Q125602383.
2. ↑  NOAA. ACE Basin National Estuarine Research Reserve: Decomposers. نسخة محفوظة 29 مايو 2015 على موقع واي باك مشين.
3. ↑  Waggoner، Ben؛ Speer، Brian. "Fungi: Life History and Ecology". Introduction to the Funge=24 January 2014. مؤرشف من الأصل في 2018-01-17.
4. ↑  "Decomposer". biologydictionary.net. مؤرشف من الأصل في 2017-12-12. اطلع عليه بتاريخ 2017-12-11.